# دیو درون (رمان)
دیو درون (ترجمهٔ کلمه به کلمه جانور انسانی (به فرانسوی: La bête humaine) رمانی است اثر امیل زولا نویسنده فرانسوی که سال ۱۸۸۹ منتشر شد. این کتاب هفدهمین کتاب از مجموعهٔ بیست جلدی نویسنده با نام روگن ماکار می‌باشد، موضوع داستان مربوط به زمان ساخت راه‌آهن بین پاریس و لو آور در قرن نوزدهم می‌باشد، اقتباس‌های سینمائی بسیاری از این اثر تهیه شده. کتاب، به معنای واقعی کلمه بنا به تشخیص متخصصان یک تریلر روانشناسانه می‌باشد.

## ترجمه‌های فارسی
- انسان وحشی؛ مترجم محمود پورشالچی؛ تهران: کتابفروشی ابن‌سینا، ۱۳۲۵. ترجمه ناقص
- دی‍و درون‌ (عشق و مرگ)؛ ت‍رج‍م‍ه علی‌اکبر معصوم‌بیگی، ت‍ه‍ران: ن‍گ‍اه، ۱۳۸۲.
- دیو درون؛ ترجمه کاوه میرعباسی، تهران: نیلوفر، ۱۳۸۶. s=0&bibliographicLimitQueryBuilder.useDateRange=null&bibliographicLimitQueryBuilder.year=&documentType=&attributes.locale=fa